# Jičín
Jičin (Duits: Jitschin, vroeger Gitschin) is een stad in de Tsjechische regio Hradec Králové in het Boheems Paradijs met 16.480 inwoners. De stad had een stedenband met Wijk bij Duurstede.

## Geschiedenis
De stad is vermoedelijk in de twaalfde eeuw gesticht. De naam komt voor het eerst voor in een document van Judith van Habsburg uit 1293. Na haar dood ging de stad over in de handen van Wenceslaus II van Bohemen en deze schonk de stad aan adellijke leenheren. 
De stad kreeg in 1306 stadsrechten. Van de veertiende tot de zestiende eeuw ging de stad in verschillende handen over, waaronder die van het huis Lippa. Jan Rudolf Trčka von Leipa verkocht de stad aan Smiřický von Smiřice, een Boheems adellijk geslacht. De laatste Smiřice, Margaretha, raakte de stad kwijt na de slag op de Witte Berg aan de veldheren van Albrecht van Wallenstein.
Albrecht van Wallenstein maakte de stad, die hij in 1623 van keizer Ferdinand II gekocht had, de hoofdstad van het hertogdom Friedland. Onder hem maakte de stad een bloei door met onder andere een nieuw stadsplan, barokke gebouwen, regeringsgebouwen en een villa met een groot park. Na zijn dood in 1634 werden zijn eigendommen door de keizerlijke commissie in beslag genomen en zijn hertogdom ging naar Rudolf van Tiefenbach en werd het weer een provinciestad. Na de overname van het huis Tiefenbach door het huis Steinberg verloor de stad haar economische positie. De omgeving van de stad werd getroffen door de Pruisisch-Oostenrijkse Oorlog. 
Na 1918 behoorde Jičin bij Tsjecho-Slowakije en was het onderdeel van het protectoraat Bohemen en Moravië. Sinds het uiteenvallen van Tsjecho-Slowakije hoort de stad bij Tsjechië en is het de hoofdstad van het gelijknamige district.

## Foto's

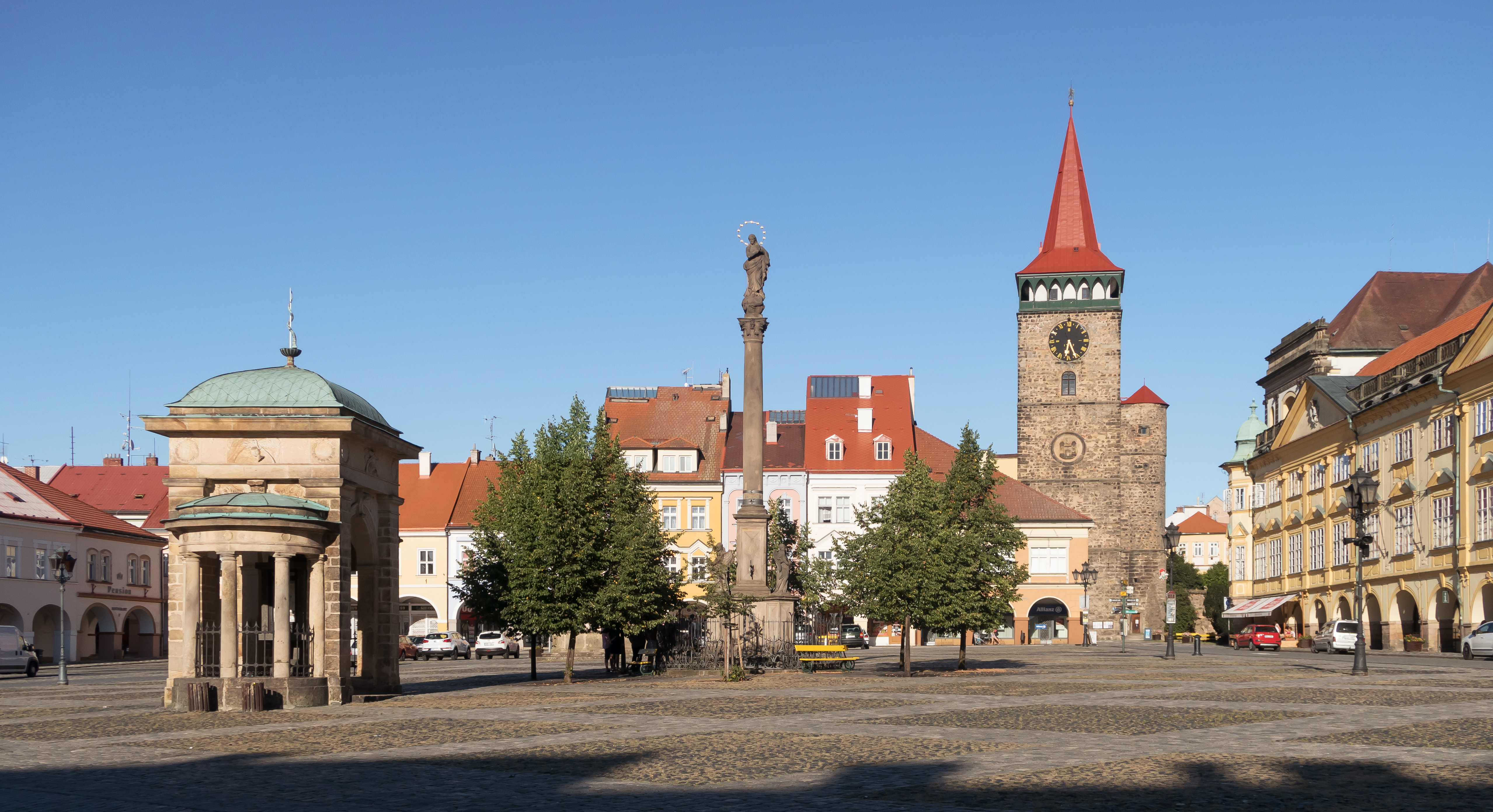
Wallensteinplein met diverse monumenten
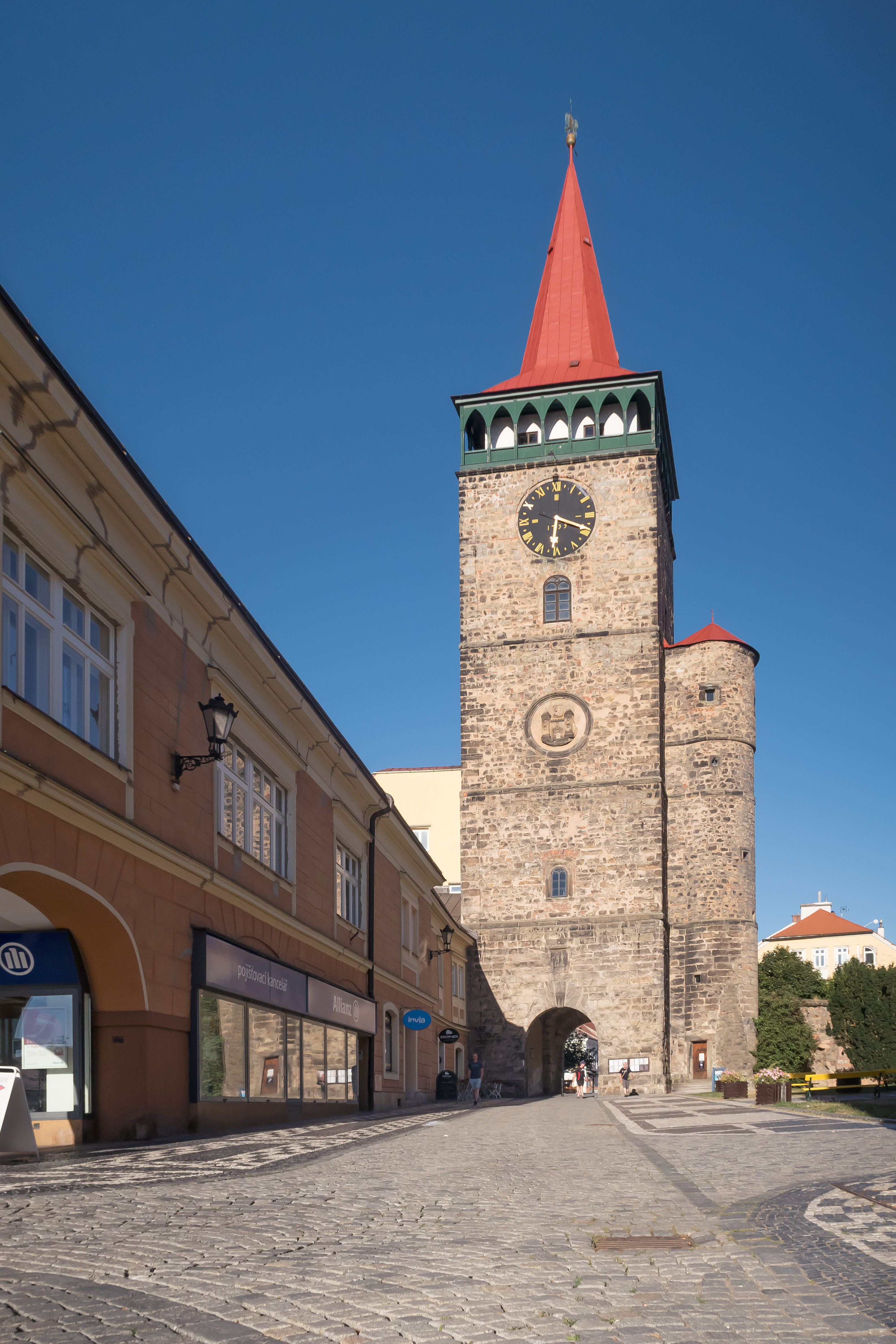
Valdicepoort
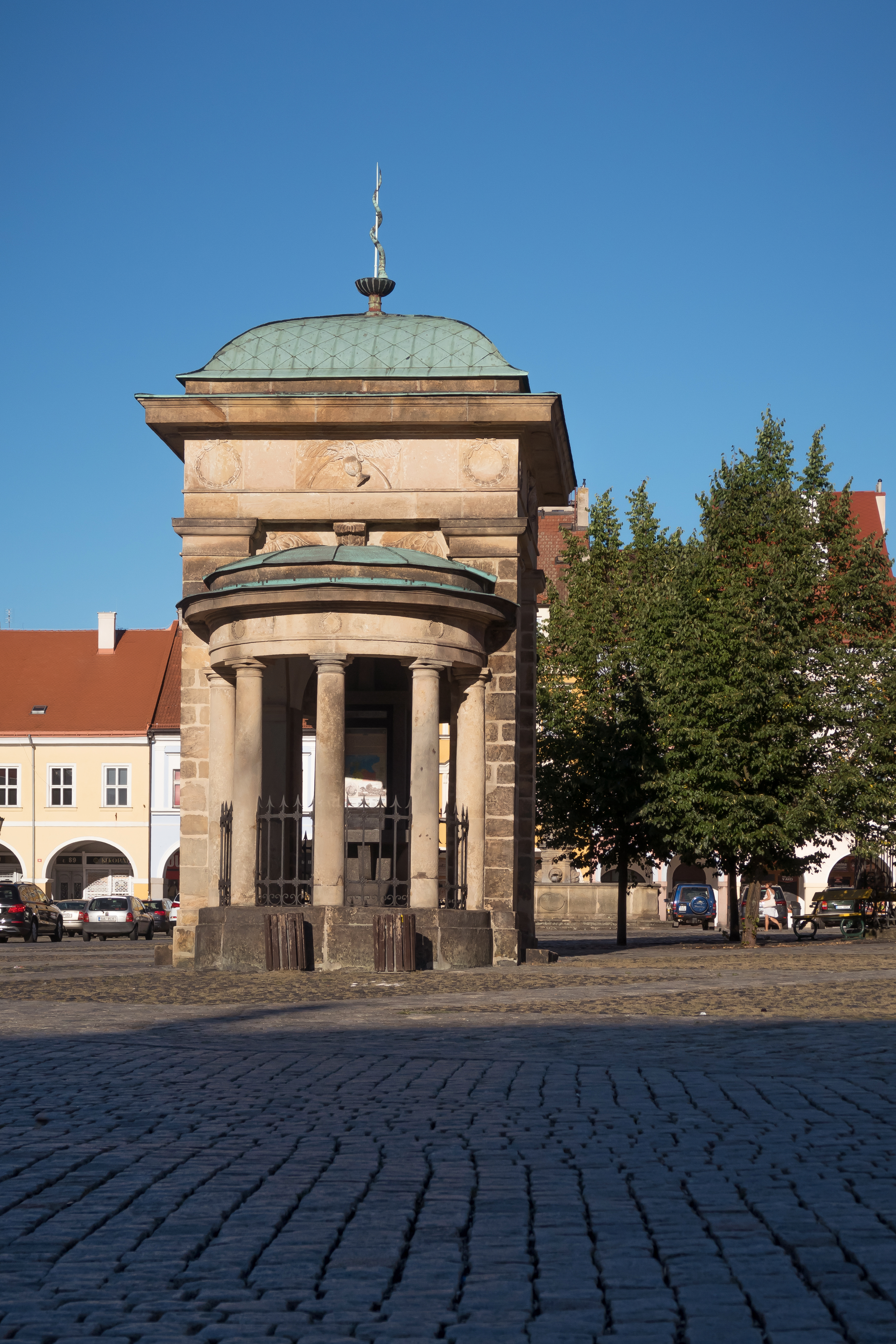
Kapel op het Wallensteinplein
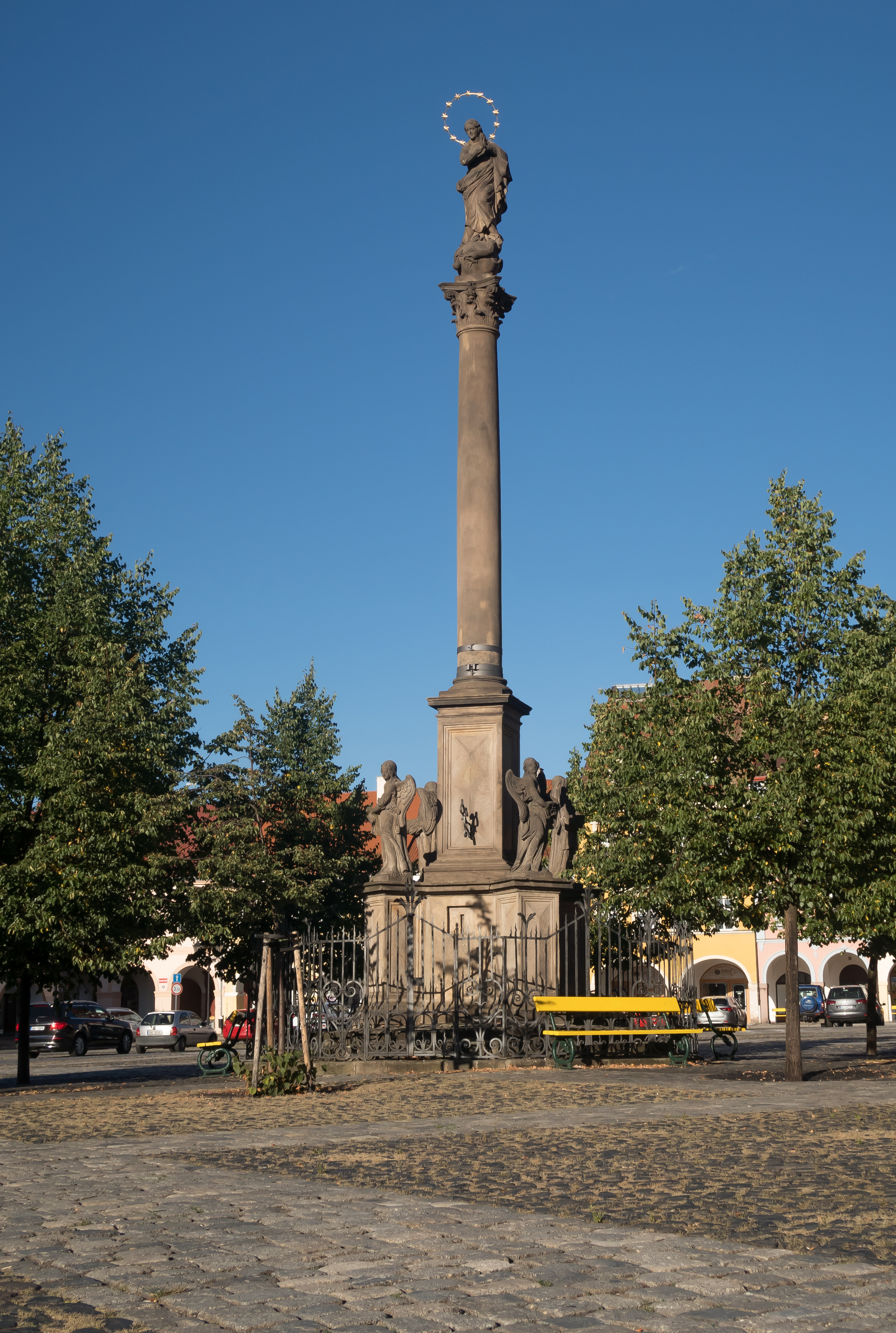
Sculptuur: de Mariánský sloup
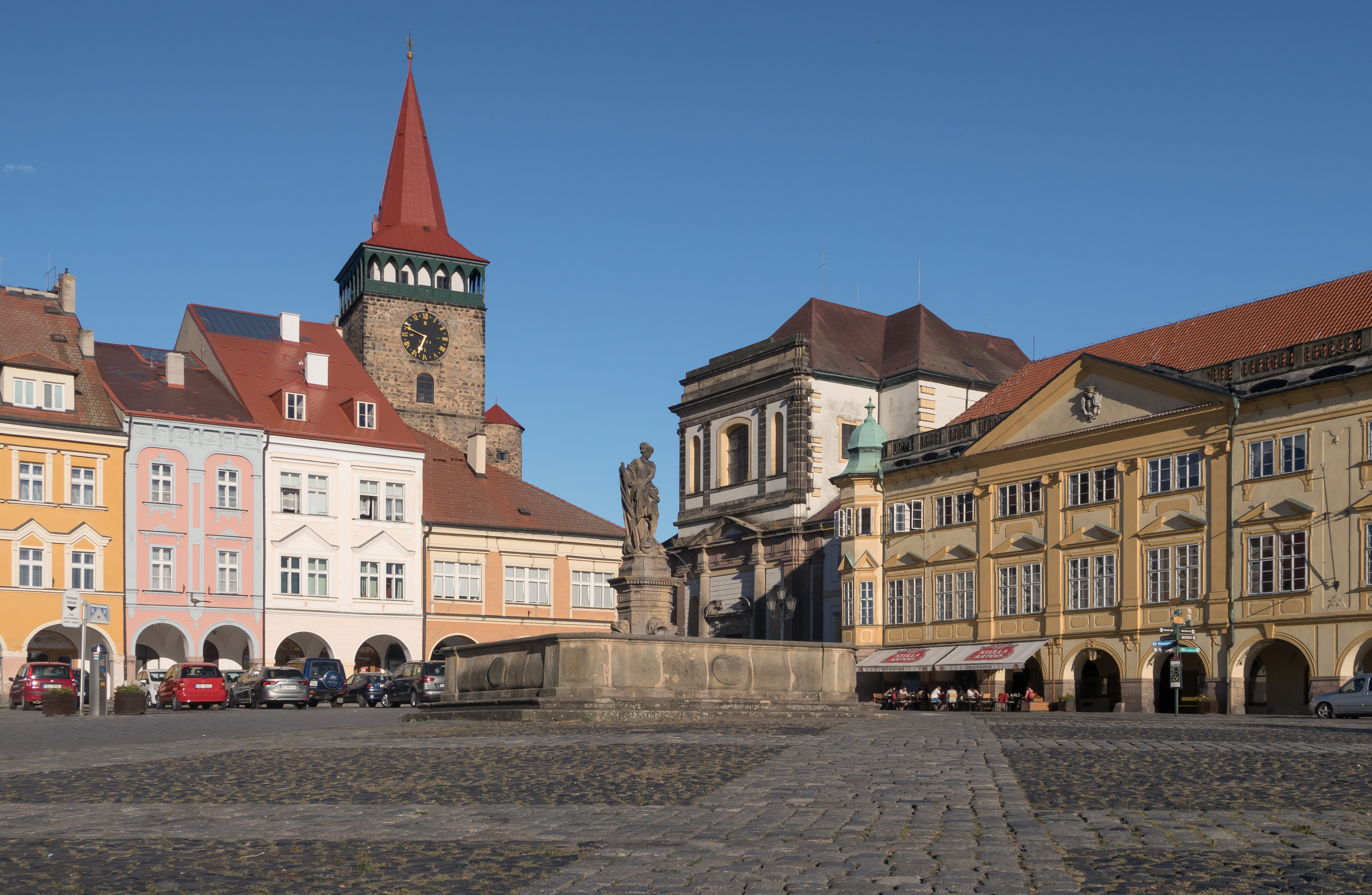
Sculptuur: Kašna Amfitrite
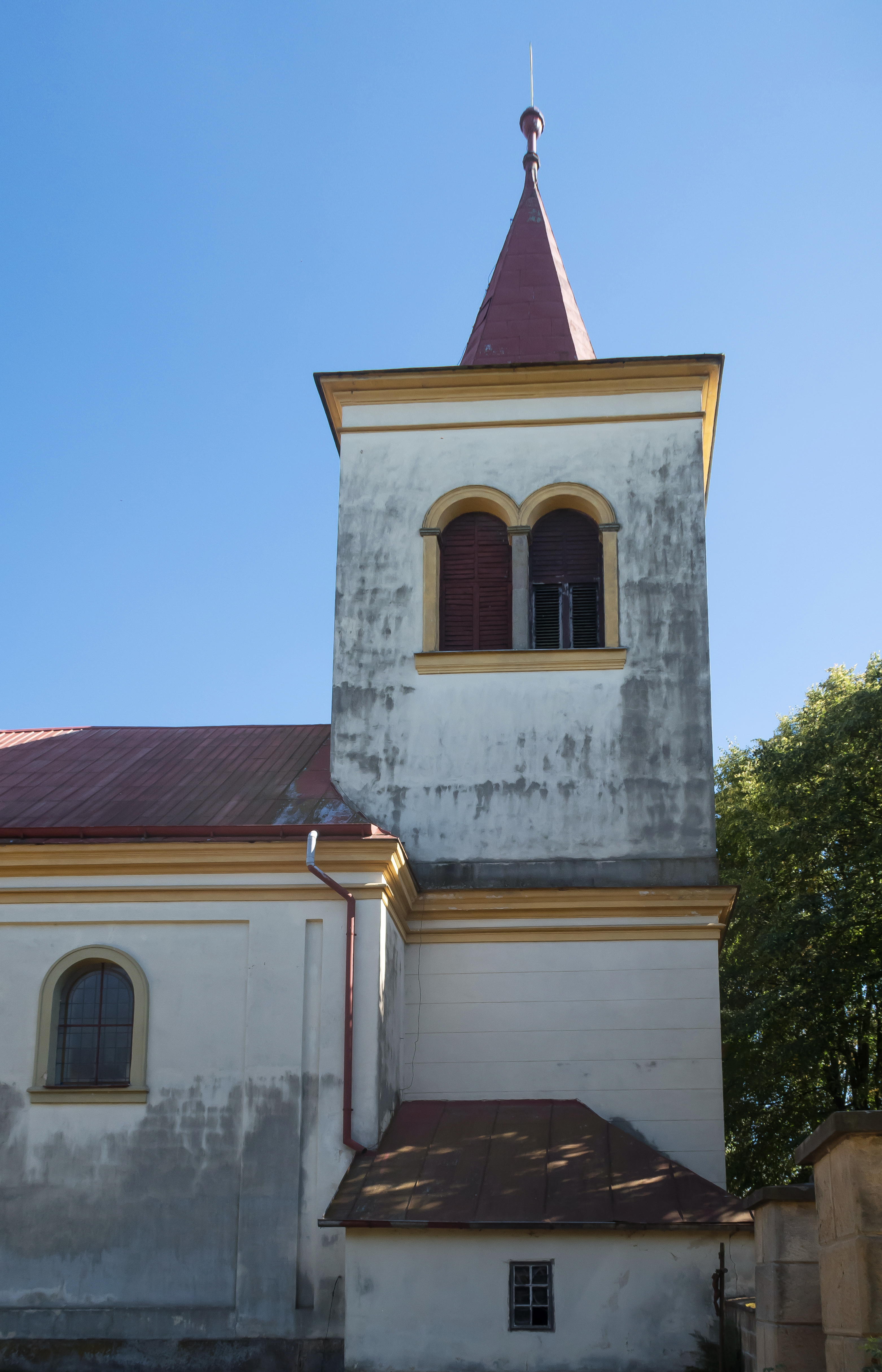
Robousy, kerk: kostel svatého Kříž

## Bestuurlijke indeling
Jičín bestaat uit de stadsdelen Dvorce, Holínské Předměstí, Moravčice, Nové Město, Popovice, Pražské Předměstí, Robousy, Sedličky, Soudná, Staré Město und Valdické Předměstí.

## Bezienswaardigheden
Rotsformaties zoals de Prachovské skály tussen Holín en Střelěc.

## Geboren
- Ctibor Letošník (14 augustus 1931), componist en dirigent
- Jaroslav Soukup (12 juli 1982), biatleet

Bačalky · Bašnice · Běchary · Bílsko u Hořic · Boháňka · Borek · Brada-Rybníček · Březina · Bříšťany · Budčeves · Bukvice · Butoves · Bystřice · Cerekvice nad Bystřicí · Červená Třemešná · Češov · Dětenice · Dílce · Dobrá Voda u Hořic · Dolní Lochov · Dřevěnice · Holín · Holovousy · Hořice · Cholenice · Chomutice · Choteč · Chyjice · Jeřice · Jičín · Jičíněves · Jinolice · Kacákova Lhota · Kbelnice · Kněžnice · Konecchlumí · Kopidlno · Kostelec · Kovač · Kozojedy · Kyje · Lázně Bělohrad · Libáň · Libošovice · Libuň · Lískovice · Lukavec u Hořic · Lužany · Markvartice · Miletín · Milovice u Hořic · Mladějov · Mlázovice · Nemyčeves · Nevratice · Nová Paka · Ohařice · Ohaveč · Osek · Ostroměř · Ostružno · Pecka · Petrovičky · Podhorní Újezd a Vojice · Podhradí · Podůlší · Radim · Rašín · Rohoznice · Rokytňany · Samšina · Sběř · Sedliště · Sekeřice · Slatiny · Slavhostice · Sobčice · Soběraz · Sobotka · Stará Paka · Staré Hrady · Staré Místo · Staré Smrkovice · Střevač · Sukorady · Svatojanský Újezd · Šárovcova Lhota · Tetín · Třebnouševes · Třtěnice · Tuř · Úbislavice · Údrnice · Úhlejov · Újezd pod Troskami · Úlibice · Valdice · Veliš · Vidochov · Vitiněves · Volanice · Vrbice · Vršce · Vřesník · Vysoké Veselí · Zámostí-Blata · Zelenecká Lhota · Železnice · Žeretice · Židovice · Žlunice